# Barbichthys laevis
Barbichthys laevis е вид лъчеперка от семейство Шаранови (Cyprinidae). Видът не е застрашен от изчезване.

## Разпространение и местообитание
Разпространен е в Бруней, Виетнам, Индонезия, Камбоджа, Лаос, Малайзия и Тайланд.
Обитава сладководни басейни, реки, потоци и канали.

## Описание
На дължина достигат до 30 cm.